# 外域
厄特加爾（Útgarðar，Utgard，Utgardar）意即「外宮」或「外域」（Outyards）。在北歐神話中，是由巨人烏特迦·洛奇統治的區域。是巨人國約頓海姆的一個國度，有時候也等同約頓海姆。